# Simulium chomustachi
Simulium chomustachi är en tvåvingeart som först beskrevs av Vorobets 1977.  Simulium chomustachi ingår i släktet Simulium och familjen knott. Inga underarter finns listade i Catalogue of Life.